# Српске сједињене државе
Српске сједињене државе је назив политичког програма из 1848. године који су заједно саставили Константин Николајевић, зет кнеза Александра Карађорђевића и Илија Гарашанин, министар унутрашњих дела. План је предвиђао поделу Османског царства на два вицекраљевства, Азијску Турску и Српске сједињене државе, које би ујединиле све Словене европског дела Царства.
Предвиђено је да би свака држава имала свог владара, независне органе власти, самосталну унутрашњу управу и сопствену територију. Српске сједињене државе не би уживале потпуну слободу само у погледу спољне политике. У време када је саставио план Константин Николајевић је био капућехаја у Цариграду. Николајевић је био у сталној преписци са Илијом Гарашанином и знао је за његово Начертаније. Овај предлог био је и званично предат Порти.
Њихов политички програм је даље предвиђао да се од јужнословенских провинција Аустрије створи друго вицекраљевство под називом Јужна Славонија. Када околности буду дозволиле (Николајевић је био уверен да ће се Хабзбуршка монархија распасти), Српске сједињене државе и Јужна Славонија ујединиле би се у „једно целокупно и чисто Југословенско царство“. Константин Николајевић је био први човек, који је шест деценија раније замислио будућу Краљевину Југославију, која ће настати 1918. године.